# Heliocosma
Heliocosma is een geslacht van vlinders van de familie bladrollers (Tortricidae).

## Soorten
- H. anthodes Meyrick, 1910
- H. argyroleuca Lower, 1916
- H. discotypa Turner, 1916
- H. exoeca Meyrick, 1910
- H. incongruana (Walker, 1863)
- H. melanotypa Turner, 1925
- H. rhodopnoana Meyrick, 1881